# Вальтер Райнгардт
Вальтер Райнгардт (нім. Walther Reinhardt; 24 березня 1872, Штутгарт — 8 серпня 1930, Берлін) — німецький воєначальник, генерал піхоти рейхсверу. Кавалер ордена Pour le Mérite з дубовим листям.

## Біографія
Син генерал-майора Вюртемберзької армії Августа фон Райнгардта (1827 — 1907) та його дружини Емілії, уродженої Віденманн. В 1891 році вступив в гренадерський полк «Королева Ольга» № 119 Вюртемберзької армії. В 1912/15 роках — перший офіцер, з 1915 року — начальник Генштабу 13-го армійського корпусу. З 1916 року — начальник штабу 11-ї армії в Македонії, з 1917 року — штабу 7-ї армії у Франції. 4 листопада 1918 року переведений у військове міністерство Пруссії як директор відділу. Райнгардт відповідав за демобілізацію військ, що поверталися.
З 3 січня по 13 вересня 1919 року — останній військовий міністр Пруссії. Одночасно з 13 лютого до 1 жовтня 1919 року — член імперського кабінету без права голосу. У зв'язку з майбутнім підписанням Версальського договору та поступкою областей у Східній Німеччині був одним із планувальників проголошення незалежної східної держави, від якої згодом мало виходити національне повстання по всій Німеччині. Ці ідеї зазнали невдачі через Вільгельма Гренера.
З 13 вересня 1919 року — командувач рейхсверу в Пруссії. Райнгардт розширив цю посаду до посади командувача армії і став вищим за начальника Управління військ Ганса фон Зекта. Потім між ними виникла напруга. Вюртембержець Райнгардт намагався схилити рейхсвер до лояльного ставлення до Веймарської республіки, тоді як пруссак Зект досить критично ставився до нової форми правління. Ще до початку Каппського заколоту Вальтер фон Лютвіц зажадав від Фрідріха Еберта заміни Райнгардта на додаток до розпуску Веймарських національних зборів. Зект сказав під час путчу «Військовики не стріляють у військовиків», а Райнгардт, з іншого боку, був єдиним високопосадовцем, який поділяв думку Густава Носке про те, що на насильство можна відповісти лише насильством. Райнгардт високо цінував Носке під час його перебування на посаді міністра оборони. Він був єдиним членом керівництва рейхсверу, який хотів розпочати військові дії проти путчистів. Після путчу 27 березня 1920 року пішов у відставку з посади командувача армії , а його наступником став Зект.
З 16  травня 1920 по 1 січня 1925 року — командувач 5-м військовим округом і військами у Вюртемберзі, а також командир 5-ї дивізії. В 1925/27 року — головнокомандувач 2-ї групи в Касселі. Після звільнення з дійсної служби отримав дозвіл носити форму 13-го (Вюртемберзького) піхотного полку і став ініціатором курсів Райнгардта, мета яких полягала в тому, щоб спонукати офіцерів Генштабу мислити не лише у вузькій військовій сфері, відвідуючи цивільні університети.

## Звання
- Фенріх портупеї (9 лютого 1891)
- Другий лейтенант (9 лютого 1892)
- Перший лейтенант (16 липня 1899)
- Гауптман (10 березня 1904)
- Майор (10 вересня 1910)
- Оберстлейтенант (18 червня 1915)
- Оберст (18 квітня 1918)
- Генерал-майор (вересень-жовтень 1919)
- Генерал-лейтенант (16 червня 1920)
- Генерал піхоти (1 січня 1925)

## Нагороди
- Столітня медаль
- Орден Фрідріха (Вюртемберг)
  - лицарський хрест 1-го класу
  - командорський хрест 2-го класу
- Орден Червоного орла 4-го класу
- Залізний хрест 2-го і 1-го класу
- Князівський орден дому Гогенцоллернів, почесний хрест 2-го класу з мечами
- Орден Альберта (Саксонія), офіцерський хрест
- Орден «За військові заслуги» (Баварія) 4-го класу з мечами і короною
- Орден «За військові заслуги» (Вюртемберг), лицарський хрест
- Орден Вюртемберзької корони, почесний хрест
- Хрест «За вислугу років» (Вюртемберг) 1-го класу
- Медаль «За відвагу» (Гессен)
- Ганзейський Хрест (Гамбург і Бремен)
- Хрест «За військові заслуги» (Брауншвейг) 2-го і 1-го класу
- Галліполійська зірка (Османська імперія)
- Орден «За військові заслуги» (Болгарія), командорський хрест
- Королівський орден дому Гогенцоллернів, командорський хрест з мечами
- Pour le Mérite з дубовим листям
  - орден (30 квітня 1917)
  - дубове листя (3 червня 1918)